# Ioachim I al Constantinopolului
Ioachim I (în greacă Ἰωακείμ Α΄, transliterat: Ioakeim 1; n. secolul al XV-lea – d. 1504, Țara Românească) a fost un cleric ortodox grec, care a îndeplinit funcția de patriarh ecumenic al Constantinopolului din 1498 până în 1502 și pentru scurt timp în 1504.

## Biografie
În ceea ce privește viața timpurie a lui Ioachim înainte de a deveni patriarh al Constantinopolului, se știe că a fost mitropolit al Dramei și că era tânăr, nu deosebit de învățat, dar foarte abil în chestiuni bisericești și cu multe virtuți. În toamna anului 1498 a fost ales patriarh cu sprijinul regelui Constantin al II-lea al Georgiei, luând locul lui Nifon al II-lea, care, la rândul său, era sprijinit de domnii Țării Românești.:198 Georgia era o țară creștină independentă de Imperiul Otoman și semiautonomă din punct de vedere religios, dar care putea uneori să exercite o influență impresionantă în cadrul alegerilor patriarhale.:196
În calitate de patriarh, Ioachim a fost destul de popular în cadrul credincioșilor săi: în timp ce se afla pe drum către Georgia pentru a strânge fonduri, mitropolitul Selymbriei i-a oferit sultanului o mie de monede din aur pentru a fi numit patriarh în locul lui Ioachim, dar credincioșii loiali patriarhului au adunat aceeași sumă și i-au plătit-o sultanului pentru a evita destituirea lui Ioachim. În primăvara anului 1502, Ioachim a fost totuși destituit de sultanul Baiazid al II-lea, atunci când acesta din urmă a descoperit că Ioachim a dispus construirea unei biserici creștine de piatră fără permisiunea sa.
După destituirea lui Ioachim, a fost ales din nou ca patriarh Nifon al II-lea, care însă a refuzat acest post. Atunci conducătorii Țării Românești și-au mutat sprijinul către Pahomie I, care a fost ales patriarh la începutul anului 1503 și a păstorit aproximativ un an, până la începutul anului 1504, atunci când prietenii lui Ioachim au adunat 3500 de monede din aur pentru a-l reinstala pe tronul patriarhal (ei au plătit cu 500 de monede mai mult decât taxa obișnuită plătită sultanului pentru fiecare numire patriarhală).
A doua perioadă de păstorire a lui Ioachim a durat doar câteva luni: la scurt timp după ce a fost ales, Ioachim a călătorit spre nord încercând să restabilească relații de prietenie cu inamicii săi politici, dar atât Radu al IV-lea cel Mare al Țării Românești, cât și Bogdan al III-lea cel Orb al Moldovei au refuzat să se împace cu el. Ioachim a murit în 1504, în timpul șederii sale în Țara Românească, la Târgoviște sau la Dârstor, fiind urmat din nou de Pahomie I.